# Wilbur Park
Wilbur Park ist eine Gemeinde mit dem Status „Village“ im St. Louis County im US-Bundesstaat Missouri. Das U.S. Census Bureau hat bei der Volkszählung 2020 eine Einwohnerzahl von 439 ermittelt.

## Geographie
Die Koordinaten von Wilbur Park liegen bei 38°33'16" nördlicher Breite und 90°18'29" westlicher Länge.
Nach Angaben der United States Census 2010 erstreckt sich das Stadtgebiet von Wilbur Park über eine Fläche von 0,16 Quadratkilometer (0,06 sq mi). Das komplette Stadtgebiet befindet sich an Land.
Wilbur Park grenzt im Westen an Affton.

## Bevölkerung
Nach der United States Census 2010 lebten in Wilbur Park 471 Menschen verteilt auf 203 Haushalte und 132 Familien. Die Bevölkerungsdichte betrug 2943,8 Einwohner pro Quadratkilometer (7850,0/sq mi).
Die Bevölkerung setzte sich 2010 aus 96,2 % Weißen, 0,2 % Afroamerikanern, 1,9 % Asiaten und 1,7 % mit zwei oder mehr Ethnien zusammen. Bei 0,4 % der Bevölkerung handelte es sich um Hispanics oder Latinos. Von den 203 Haushalten lebten in 26,6 % Familien mit Kindern unter 18, in 48,8 % der Haushalten lebten verheiratete Paare ohne Kinder und in 11,9 % der Haushalten lebten Personen über 65 alleine.
Von den 471 Einwohnern waren 16,6 % unter 18 Jahre, 7,4 % zwischen 18 und 24 Jahren, 32,5 % zwischen 25 und 44 Jahren, 28,5 % zwischen 45 und 64 Jahren und in 15,1 % der Menschen waren 65 Jahre oder älter. Das Durchschnittsalter betrug 39,2 Jahre und 46,7 % der Einwohner waren männlich.

## Belege
1. ↑  Explore Census Data Total Population in Wilbur Park village, Missouri. Abgerufen am 2. Februar 2023.
2. ↑   United States Census
3. ↑   American Fact Finder